# Aquis crenulata
Aquis crenulata är en fjärilsart som beskrevs av Bethune-Baker 1906. Aquis crenulata ingår i släktet Aquis och familjen trågspinnare. Inga underarter finns listade i Catalogue of Life.